# Гадалейское муниципальное образование
Гадалейское муниципальное образование — муниципальное образование со статусом сельского поселения в 
Тулунском районе Иркутской области России. Административный центр — поселок Гадалей.

## Демография
По результатам Всероссийской переписи населения 2010 года 
численность населения муниципального образования составила 1509 человек, в том числе 719 мужчин и 790 женщин.

## Населенные пункты
В состав муниципального образования входят населенные пункты
- Гадалей
- Азей
- Уталай
- Харгажин[2]